# Димас, Ставрос
Ставрос Димас (греч. Σταύρος Δήμας, 30 апреля 1941, Афины) — греческий политик, еврокомиссар по защите окружающей среды первой комиссии Баррозу в 2004—2009 годах. С ноября 2011 по май 2012 — министр иностранных дел Греции.

## Биографические сведения
Ставрос Димас родился в 1941 году в Афинах, хотя его семья происходит из Клении, что в Коринфии. Изучал право и экономику в Афинском университете. Степень магистра получил в Университете Нью-Йорка. В 1969 начал работать юристом фирмы на Уолл-стрит, однако уже в следующем году перешел во Всемирный банк.
В 1975 году он вернулся в Грецию, чтобы занять пост заместителя управляющего Греческого банка промышленного развития. В 1977 году он принимал активное участие в греческой политике в качестве члена консервативной политической партии Новая Демократия. С тех пор избирался членом Греческого парламента десять раз подряд. С самого начала он был вовлечен в переговоры о вступлении Греции в Европейский союз.
В 2014 году был кандидатом правящих партий в президенты, но не набрал квалифицированного большинства голосов депутатов парламента.